# Du riechst so gut ’98
A Du riechst so gut '98 a Rammstein nevű német industrial metal-együttes Du riechst so gut című számának újra kiadott kislemeze. A '98-as változat eleje rövidebb az eredetinél; új klipet is forgattak hozzá.

## Számok
1. Du riechst so gut '98 - 4:24
2. Du riechst so gut - 1:58 (Faith No More-remix)
3. Du riechst so gut - 4:17 (Günter Schulz (KMFDM) & Hiwatt Marshall remixe)
4. Du riechst so gut - 4:47 (Sascha Konietzko-remix (KMFDM))
5. Du riechst so gut - 4:45 (Olav Bruhn-remix (Bobo In White Wooden Houses))
6. Du riechst so gut - 3:53 (Sascha Moser-remix (Bobo In White Wooden Houses))
7. Du riechst so gut - 4:34 (Jacob Hellner / Marc Stagg -remix)
8. Du riechst so gut - 5:18 (Günter Schulz (KMFDM) „Migräne”-remixe)